# ТЕЦ Гавія
24°48′45″ пн. ш. 49°21′10″ сх. д. / 24.81250° пн. ш. 49.35278° сх. д.
ТЕЦ Гавія — теплова електростанція на сході Саудівської Аравії, яка обслуговує газопереробний завод Гавія.
В 2016-му в межах проекту ввели в дію дві газові турбіни потужністю по 80 МВт.
Відпрацьовані турбінами гази живлять два котли-утилізатори, що здатні продукувати по 137 тонн технологічної пари на годину.
Як паливо станція використовує природний газ.
Проект реалізували через Power Cogeneration Plant Company (PCPC), засновниками якої виступили власник НПЗ Saudi Aramco (50 %), японські Marubeni та JGC Holdings (25 % та 15 % відповідно), а також Aljomaih Holding (10 %).